# PGC 2190277
LEDA/PGC 2190277 ist eine Galaxie im Sternbild Andromeda am Nordsternhimmel. Sie ist schätzungsweise 709 Millionen Lichtjahre von der Milchstraße entfernt und hat einen Durchmesser von etwa 50.000 Lichtjahren. Vom Sonnensystem aus entfernt sich das Objekt mit einer errechneten Radialgeschwindigkeit von näherungsweise 15.800 Kilometern pro Sekunde.

## Galaktisches Umfeld
| Nr. | Galaxie          | Alternativname          | Rek          | Dek          | Distanz/asec |
| --- | ---------------- | ----------------------- | ------------ | ------------ | ------------ |
| →   | LEDA/PGC 2190277 | 2MASX J02375217+4158531 | 02h37m52.18s | +41d58m53.0s | 0            |
| 1   | LEDA/PGC 2189079 | 2MASX J02380311+4154562 | 02h38m03.14s | +41d54m56.4s | 266.89       |
| 2   | LEDA/PGC 2189237 | 2MASX J02381055+4155302 | 02h38m10.54s | +41d55m30.6s | 287.98       |
| 3   | LEDA/PGC 2191033 | 2MASX J02365602+4201236 | 02h36m56.03s | +42d01m23.7s | 643.07       |
| 4   | LEDA/PGC 2189544 | 2MASX J02365586+4156296 | 02h36m55.85s | +41d56m29.6s | 644.04       |
| 5   | LEDA/PGC 9983    | UGC 2111                | 02h38m05.52s | +41d47m22.4s | 706.36       |
| 6   | LEDA/PGC 2188118 | 2MASX J02384568+4151382 | 02h38m45.67s | +41d51m38.3s | 738.76       |
| 7   | LEDA/PGC 2187665 | 2MASX J02364422+4150053 | 02h36m44.23s | +41d50m05.5s | 924.67       |